# 梨二叉蚜
梨二叉蚜（学名：Schizaphis piricola）为常蚜科二叉蚜屬下的一个种。